# La Iglesia (Cabañas)
La Iglesia (en gallego y oficialmente, A Igrexa) es un lugar de la parroquia de Irís en el municipio coruñés de Cabanas, en la comarca del Eume. Tenía 6 habitantes en el año 2007 según datos del Instituto Gallego de Estadística de los cuales eran 2 hombres y 4 mujeres, lo que supone un aumento con relación al año 1999 cuando tenía 5 habitantes.